# 王天普
王天普（1962年9月—），山东昌乐人，曾任中国石油化工集团公司总经理、党组成员。教授级高级工程师，博士研究生毕业。

## 生平
1981年，王天普考入青岛化工学院（现青岛科技大学）基本有机化工专业学习。1984年7月加入中国共产党。1985年7月毕业后进入齐鲁石化公司工作；历任齐鲁石化氯碱厂装置工程师、副厂长，齐鲁石化公司总调度室副总调度长，塑料厂厂长。1993年曾作为中石化集团跨世纪接班人选送到大连理工大学管理学院学习工商管理，1996年获得MBA学位。1999年3月起任中国石化集团齐鲁石油化工公司副经理；2000年9月起任中国石油化工股份有限公司齐鲁分公司经理；2011年8月起任中国石油化工集团公司总经理。
2014年1月11日，因“11·22”青岛输油管道爆炸事件，王天普曾被行政记大过处分。
2015年4月27日晚，中纪委宣布，中国石油化工集团总经理王天普涉嫌严重违纪违法，正接受组织调查。9月18日，中纪委宣布王天普被开除党籍，移送司法机关。2016年9月26日，最高人民检察院发布消息：中国石油化工集团公司原董事、总经理、党组成员王天普涉嫌受贿、贪污一案，由最高人民检察院指定江西省人民检察院侦查终结后，移送江西省南昌市人民检察院审查起诉。南昌市人民检察院已向南昌市中级人民法院提起公诉：被告人王天普利用担任中国石油化工集团公司董事、总经理、党组成员，中国石油化工股份有限公司总裁、副董事长等职务上的便利，为他人谋取利益，以及利用职权和地位形成的便利条件，通过其他国家工作人员职务上的行为，为他人谋取不正当利益，索取和非法收受他人巨额财物；利用职务上的便利，非法占有巨额公共财物，依法应当以受贿罪、贪污罪追究其刑事责任。南昌市人民检察院指控：2003年至2014年，被告人王天普利用其担任中国石油化工集团公司董事、总经理、党组成员，中国石油化工股份有限公司副董事长、总裁等职务上的便利以及职权、地位形成的便利条件，为他人在企业经营、承接工程、安排工作等事项上谋取利益，索取或非法收受他人给予的财物，共计折合人民币3347.658376万元。2008年2月，被告人王天普利用其担任中国石油化工集团公司党组成员、中国石油化工股份有限公司总裁职务上的便利，非法占有国有公司资产79.5934万元。提请以受贿罪、贪污罪追究王天普的刑事责任，对王天普予以数罪并罚。
2017年1月24日，南昌中院以受贿罪和贪污罪判处王天普15年6个月有期徒刑，並處罰金320萬元。